# لجنة تنظيم البنوك الصينية
لجنة تنظيم البنوك الصينية ( CBRC ) هي وكالة تابعة لجمهورية الصين الشعبية (PRC) مرخصة من قبل مجلس الدولة الصينية لتنظيم القطاع المصرفي (أي قطاع الإشراف على البنوك و المؤسسات المالية المصرفية) في جمهورية الصين الشعبية باستثناء أراضي هونغ كونغ وماكاو، وكلاهما منطقتان إداريتان خاصتان من المناطق الخاضعة لجمهورية الصين الشعبية.

## روابط خارجية
- الموقع الرسمي

قالب:State Council of the People's Republic of China